# Coal Center
Coal Center est un borough situé au centre du comté de Washington, en Pennsylvanie, aux États-Unis,. En 2010, il comptait une population de 139 habitants, estimée au 1er juillet 2020 à 143 habitants. Le borough est fondé en 1814 et incorporé le 9 avril 1834.

## Démographie
Lors du recensement de 2010, le borough comptait une population de 139 habitants. Elle est estimée, en 2020, à 143 habitants.